# Conopea granulata
Conopea granulata is een zeepokkensoort uit de familie van de Balanidae. De wetenschappelijke naam van de soort is voor het eerst geldig gepubliceerd in 1937 door Hiro.